# Čeněk Ryzner
Čeněk Ryzner, též Vincenc Risnar, nebo Rýzner (9. ledna 1845 Horní Studénky – 12. února 1923 Roztoky u Prahy) byl český lékař, archeolog a sběratel. Významný je jeho výzkum pravěkého pohřebiště u Únětic u Prahy, podle kterého byla pojmenována na něm zastoupená únětická kultura doby bronzové.

## Život
Čeněk Ryzner studoval v letech 1862–1866 na medicinsko-chirurgickém ústavu v Olomouci, kde se prostřednictvím příznivců archeologie okolo Jindřicha Wankla seznámil s archeologickými památkami. Když roku 1866 zahájil své lékařské působení jako obecní lékař v Roztokách u Prahy, začal v okolní krajině sbírat archeologický materiál. V sedmdesátých letech zkoumal pohřebiště únětické kultury u Únětic a počátkem osmdesátých let hradiště Řivnáč na stejnojmenném vrchu. Jeho zpráva o pohřebišti v Úněticích, uveřejněná v Památkách archeologických v roce 1880, je pokládána za první řádnou českou archeologickou zprávu. V čele Společnosti přátel starožitností v Čechách v Praze vedl v letech 1888–1891 její první výzkumy na Levém Hradci a Přemyšlení. Začátkem devadesátých let ale ukončil svoje působení ve společnosti a posléze i v archeologii. Jeho archeologická sbírka, vystavená roku 1891 na Jubilejní výstavě, obohatila později sbírku Národního muzea.

## Publikace
- Řadové hroby blíž Únětic in Památky archeologické 11, 1880, strany 181–182.
- Řadové hroby blíže Únětic. Skupení druhé in Památky archeologické 11, 1880, strany 353–366.
- Řivnáč, předhistorické hradiště u Levého Hradce in Památky archeologické 12, 1883, strany 209-216, 241-248, 299–302.